# Calcotauros

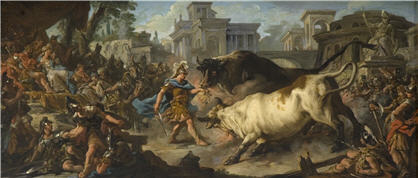
Pintura al óleo de 1742 o 1743, obra de Jean-François de Troy: Jasón doma los toros de Eetes. Barber Institute of Fine Arts (Instituto Barber de Bellas Artes), de la Universidad de Birmingham.^{}

Los Calcotauros (Χαλκόταυροι, de Ταύροι Χαλκαίοι - tauroi khalkeoi: toros de bronce) son unas criaturas del mito griego de Jasón y el vellocino de oro. 
Se los describe como dos toros inmensos con pezuñas y boca de bronce; por la boca, exhalaban fuego. 
En las Argonáuticas de Apolonio, el rey Eetes promete a Jasón el vellocino de oro si antes consigue uncir a los calcotauros y utilizarlos para arar un campo. Este campo es en el que luego se sembrarán los dientes del dragón.
Jasón sobrevivió a las ardientes llamas de los toros de bronce inhalando una poción mágica que le protegía. La poción le había sido dada por Medea, hija única del rey Eetes que se había enamorado de Jasón.
Los khalkotauroi habían sido un regalo para el rey Eetes del dios griego de la forja: Hefesto. 

[...] Hefesto también había hecho para Eetes, rey de la Cólquida, los toros con patas de bronce y bocas de bronce por donde su aliento salía en forma de llama, ardiente y terrible. Y él había forjado un arado de acero endurecido, de una sola pieza [...]
Apolonio de Rodas: Argonáuticas, III, 229-235.

## En la cultura popular

### Cine
- Aunque no es propiamente un calcotauro, un minotauro llamado Minaton y hecho de bronce aparece en la película de 1977 Simbad y el ojo del tigre, de Columbia Pictures.
- En la serie de televisión Jasón y los argonautas, de Nick Willing, hay un personaje llamado el toro de Minos: un ser mitad toro y mitad máquina al que Jasón tiene que domar, y que también respira fuego y será empleado por Jasón para arar los campos.
- En la adaptación cinematográfica "Percy Jackson y el Mar de los Monstruos" aparece un calcotauro que es completamente mecánico y está fabricado de bronce.